# Maniola testacea
Maniola testacea är en fjärilsart som beskrevs av Schille 1924. Maniola testacea ingår i släktet Maniola och familjen praktfjärilar. Inga underarter finns listade i Catalogue of Life.